# Incineración de residuos sólidos orgánicos
La incineración de residuos sólidos orgánicos es una tecnología de tratamiento de los residuos sólidos orgánicos provenientes de la basura urbana. Consiste en la incineración a altas temperaturas los residuos, lo que permite reducir su volumen un 95% y su peso hasta un 80%. Si no se implantan sistemas de filtros en la combustión resultan cenizas, escoria o residuos inertes y gases tóxicos que pueden afectar gravemente a la salud de las personas. 

## Funcionamiento, ventajas e inconvenientes
Esta tecnología aporta una serie de ventajas:
- Reducción en peso y volumen (95%) de los residuos.
- Alta disponibilidad y fiabilidad.
- Valorización energética de los residuos.
- Disminución de la necesidad de vertederos.
- Valorización de escorias y cenizas.

Sin embargo las incineradoras requieren un coste elevado en sentido económico y de salud. Entre los inconvenientes destacan:
- Altos costes de explotación (250 millones de euros para una planta de tratamiento de unas 450.000 ton/año)
- Sistema de tratamiento de gases complejo y costoso
- Tiempos largos de preparación del proyecto y de construcción
- Rechazo social ya que existen grandes cuestionamientos con respecto a los impactos ambientales. No existen parámetros claros para medir la cantidad de gases que se emiten y de cómo pueden estos contaminar. Además las cenizas resultantes son altamente tóxicas.

Estas razones han hecho que se valoren grandes impactos ambientales, tanto a la atmósfera, como a los suelos y hasta los mantos acuíferos. La insostenibilidad de este sistema a nivel social, ambiental y económico ha volcado la mirada hacia otras alternativas como basura cero (aplicada en San Francisco EE. UU.) donde se intenta atacar el problema desde su raíz, apelando a repensar los hábitos de consumo y producción y apostando hacia una rentabilidad donde se recicle y se reutilice y no se sobreexploten los recursos naturales.